# 마산동부경찰서
마산동부경찰서(馬山東部警察署, Masan Dongbu Police Station)는 경상남도경찰청이 관할하는 경찰서 중 하나이다. 경상남도 창원시 마산회원구 및 마산합포구의 일부를 관할한다. 경상남도 창원시 마산회원구 합성남17길 56(합성2동 106번지)에 위치하고 있다.
서장은 총경으로 보한다.

## 기본 정보
- 주소: 경상남도 창원시 마산회원구 합성남17길 56(합성2동 106번지)
- 우편번호: 51358

## 관할 지구대 · 파출소
마산동부경찰서는 1개의 지구대와 6개의 파출소를 산하에 두고 있다.
| 명칭       | 사진 | 주소              | 관할구역                  | 치안센터      |
| ---------- | ---- | ----------------- | ------------------------- | ------------- |
| 합성지구대 |      | 합성남8길 21      | 합성1·2동, 구암1·2동      | 구암1치안센터 |
| 석전파출소 |      | 석전동6길 20      | 석전1·2동, 회성동, 두척동 |               |
| 회원파출소 |      | 회원남25길 73     | 회원1·2동                 |               |
| 양덕파출소 |      | 양덕동2길 6       | 양덕1·2동, 봉암동         |               |
| 산호파출소 |      | 산호시장길 58     | 산호동, 합포동 일부       |               |
| 삼계파출소 |      | 내서읍 삼계로 32  | 내서읍 일부               |               |
| 중리파출소 |      | 내서읍 호원로 164 | 내서읍 일부               |               |